# Eurydice Vernay
Eurydice Vernay est une violoniste suisse, née à Genève. Elle est diplômée des Hautes Écoles de Musique de Genève (Mihaela Martin) et de Bâle (Rainer Schmidt). Elle est violoniste au sein de l'Orchestre national d’Île de France.

## Biographie
Eurydice Vernay commence le violon à l’âge de 5 ans. Elle étudie avec Tibor Varga et Lihay Bendayan à Sion, Zakhar Bron à Madrid, Boris Kuschnir à Vienne puis Aaron Rosand à New York. Diplômée des Hautes Écoles de Musique de Genève (Master orchestre avec Mihaela Martin) et de Bâle (Master soliste avec Rainer Schmidt), Eurydice est lauréate de plusieurs concours nationaux et internationaux de violon et de musique de chambre, et elle a participé à des masterclasses en Europe, en Israël et aux États-Unis avec des musiciens tels que Shmuel Ashkenazi, Ana Chumachenko, Igor Oistrakh, Ivry Gitlis, Hatto Beyerle, Eric Höbarth entre autres.
Actuellement titulaire au sein de l’Orchestre national d’Île de France, Eurydice a occupé un poste fixe à l'Orchestre symphonique de Bienne Soleure, à l'Orchestre de la Suisse Romande, à l'Orchestre symphonique de Lucerne ainsi qu’un poste temporaire à l’Orchestre de la Tonhalle de Zürich.
Parallèlement, elle étudie pendant 3 ans le violon et l'alto baroques/classiques avec Amandine Beyer à la Schola Cantorum Basiliensis. Elle se produit régulièrement dans des ensembles sur instruments d’époque tels que le Concert Spirituel, Pygmalion, Le Consort ou Gabetta Consort entre autres,. En outre, Eurydice suit actuellement un cursus d’alto moderne dans la classe de Silvia Simionescu à la Haute Ecole de Musique à Bâle.